# Bia Lê Lợi
Bia Lê Lợi là Bảo vật quốc gia khắc bài minh văn của vua Lê Lợi, khắc năm 1431 trên vách đá của bờ bắc sông Đà dưới chân dãy núi Pú Huổi Chỏ, xác định chủ quyền nước Việt đối với vùng lãnh thổ Tây Bắc. Bia hiện ở trong vùng đất xã Lê Lợi và xã Pú Đao huyện Nậm Nhùn tỉnh Lai Châu, Việt Nam.
Bia Lê Lợi được công nhận là Di tích lịch sử cấp quốc gia năm 1981. Năm 2012 do nằm trong vùng ngập lòng hồ thủy điện Sơn La, bia Lê Lợi được di dời lên đền thờ vua Lê Lợi cách vị trí cũ 500 mét để lưu giữ. Cuối năm 2016, bia Lê Lợi chính thức được công nhận là Bảo vật quốc gia.
Đầu năm 2017, địa điểm lưu niệm vua Lê Lợi được Bộ Văn hóa, Thể thao và Du lịch xếp hạng Di tích lịch sử cấp quốc gia. Địa điểm lưu niệm này trở thành nơi người Việt đến tham quan, tìm hiểu giá trị lịch sử, văn hóa của di tích và công lao giữ nước của các bậc tiền bối.